# Chaitophorus minutus
Chaitophorus minutus är en insektsart som först beskrevs av Tissot 1932.  Chaitophorus minutus ingår i släktet Chaitophorus och familjen långrörsbladlöss. Inga underarter finns listade i Catalogue of Life.